# Molippa pearsoni
Molippa pearsoni är en fjärilsart som beskrevs av Lemaire 1982. Molippa pearsoni ingår i släktet Molippa och familjen påfågelsspinnare. Inga underarter finns listade i Catalogue of Life.